# Cuerpo de Policía Armada y de Tráfico
El Cuerpo de Policía Armada y de Tráfico, o simplemente Policía Armada, fue una institución armada que existió en España durante la dictadura franquista y la Transición española. Fue creada inmediatamente tras la guerra civil española, en 1939, y su vida operativa duró casi cuatro décadas, hasta poco después de producirse la muerte de Franco. Sus miembros eran conocidos popularmente como los «grises» por el color de su uniforme. La Institución fue reorganizada durante la Transición española y en 1978 sustituida por el Cuerpo de Policía Nacional.

## Historia
Al finalizar la guerra civil española, las funciones de orden público y mantenimiento del orden son ejercidas directamente por el Ejército. En ese contexto, una ley de 3 de agosto de 1939 estableció la creación de la Policía Armada. El primer inspector general del cuerpo fue el general de brigada Antonio Sagardía Ramos. Durante los siguientes meses se fue organizando el nuevo cuerpo policial. El 8 de marzo de 1941 se aprobó la Ley de Reorganización de los Servicios de Policía, mediante la cual fueron reorganizadas las fuerzas policiales, como elemento de represión y mantenimiento del orden público. El antiguo Cuerpo de Seguridad y Asalto de época republicana quedó integrado en el Cuerpo de Policía Armada y de Tráfico. Una de las competencias del nuevo cuerpo fue la vigilancia de las carreteras, una labor hasta entonces ejercida por el Cuerpo de Vigilantes de Caminos, disuelto tras el final de la contienda.
En sucesivos decretos y llamadas, los nuevos puestos de policías fueron reservados a antiguos combatientes del bando sublevado y adeptos al régimen franquista. No obstante, muchos antiguos miembros de la Guardia de Asalto de época republicana (y también antiguos miembros del Cuerpo de Vigilantes de Caminos) fueron admitidos en la Policía Armada. También por estas fechas queda confirmado su carácter y estructura militares. El cuerpo quedó estructurado en ocho circunscripciones —que coincidían con las ocho regiones militares—. El cuerpo disponía de unidades de infantería y caballería que se organizaban en banderas y grupos. Por su parte, las fuerzas de la policía de tráfico estaban organizadas en ocho compañías. La coordinación de todas estas fuerzas era llevada a cabo por la dirección del cuerpo, la Inspección General de la Policía Armada, que contaba con un Estado Mayor. En los primeros años la Polícía Armada dispuso de un equipamiento deficiente y en su mayor parte anticuado, tanto en lo referente al armamento como a los medios de transporte. Para 1942 ya había operativos unos 17 000 policías armados.
La Policía Armada llegó a disponer de una academia de formación, que desde 1942 tuvo sede en el barrio madrileño de Canillas.
Los policías armados también estaban sometidos a ciertas normas: tenían prohibido desplazarse fuera de sus respectivas zonas de actuación o guarnición, como tampoco reunirse más de cuatro policías sin autorización, ni publicar libros y si querían contraer matrimonio, antes de ello debían proveer una información previa a sus mandos sobre la pareja.
Desde sus inicios, y de forma combinada junto con la Guardia Civil, sirvió para la represión del maquis y los movimientos armados opositores al régimen en el ámbito urbano. Las intervenciones policiales, cargas y represión no siempre eran necesarias: su sola presencia ya ejercía de por sí una fuerte disuasión entre manifestantes u opositores antifranquistas. En otras ocasiones, en operaciones de carácter especial, participaron directamente en el fusilamiento de condenados por tribunales militares.
En 1959 se creó la Agrupación de Tráfico de la Guardia Civil, la cual asumió las competencias de vigilancia de carreteras. Con ello, las funciones de la Policía armada quedaron restringidas exclusivamente al ámbito urbano. Hacia 1968 los efectivos de la Policía Armada se elevaban a unos 20 000 miembros. Tras la muerte de Franco y el comienzo de la Transición, el Cuerpo fue reformado hacia 1978, no sin que antes comentieran una ola de asesinatos como el de Manuel José García Caparrós, Humberto Baena, Xosé Ramón Reboiras, Francisco Javier Núñez Fernández o María Alexandra Lecket entre otros,  y sustituido por el nuevo Cuerpo de Policía Nacional. Este no debe ser confundido con el actual Cuerpo Nacional de Policía (CNP), que fue creado en 1986 y en el cual la Policía Nacional se integró junto al también extinto Cuerpo Superior de Policía.

## Organización
La Policía Armada estaba integrada en las Fuerzas Armadas y dependía de ellas en lo referente a disciplina, armamento y aforamiento, pero para sus funciones policiales dependía del Ministerio de la Gobernación a través de la Dirección General de Seguridad. Sus jefes y oficiales procedían en su mayoría del Ejército de Tierra, y más tarde también por promoción interna. Su emblema era el águila de San Juan que portaba en sus garras el yugo y las cinco flechas.

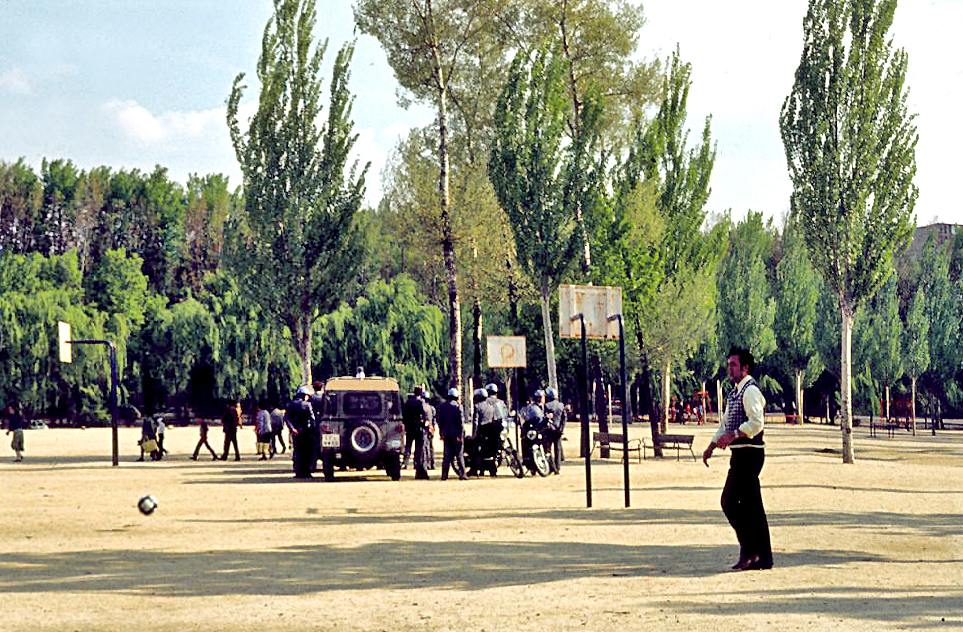
Retén de la Policía Armada el 1 de mayo de 1976, junto al lago de la Casa de Campo de Madrid.

A medida que la contestación social al régimen se fue acentuando, con huelgas obreras y estudiantiles de mediados de los años 1960, la Policía Armada fue orientada hacia su represión, resultando pionera en la creación de unidades antidisturbios especializadas, como las Compañías de Reserva General (CRG), que se fundaron en 1969. Posteriormente se fueron creando las restantes compañías a lo largo de todo el territorio nacional, en todas aquellas localidades, generalmente en las Jefaturas de las Circunscripciones, que por su especial localización permitían una rápida movilización y traslado de este contingente a donde se le requiriese. Desempeñaron el papel de fuerzas de choque de las antiguas Banderas Móviles. Estas CRG especializadas estuvieron operativas durante todo el tardofranquismo y transición, reconvirtiéndose más adelante en las Unidades de Intervención Policial (UIP).

## Equipamiento

### Armamento
Equipo básico
- Pistolas Llama y Star S (9c)
- Revólver Astra 960
- Grilletes de acero

Equipo antidisturbios y asalto

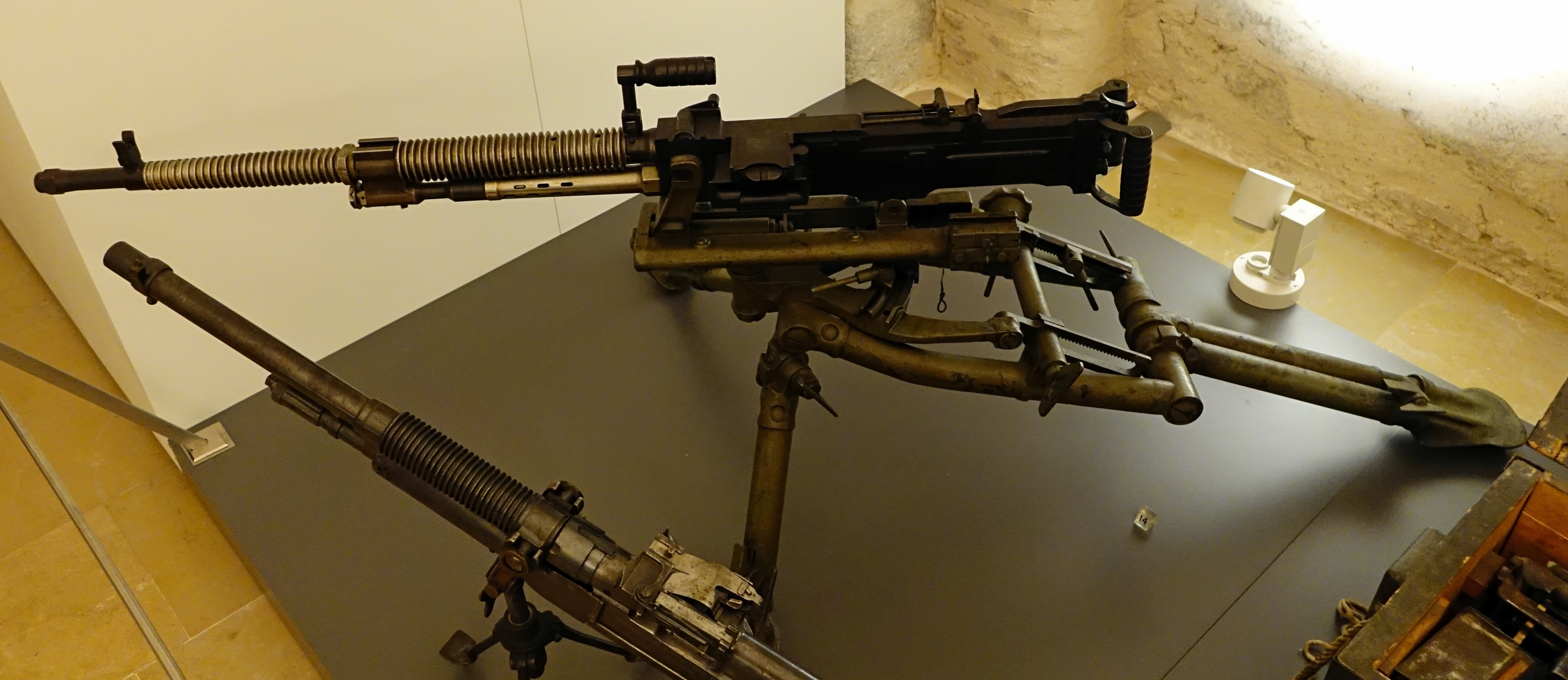
Ametralladora Alfa 55.

- Casco de protección con pantalla y cubrenucas (años 70)
- Casco de guerra M1 de plástico endurecido (años 60)
- Casco de guerra modelo Z42 de acero (años 40 a 60)
- Escudos antidisturbios
- Máscaras antigás
- Megáfonos
- Granadas
- Gases fumígenos y lacrimógenos
- Defensa flexible de goma de 50 cm de dotación
- Defensa de 70 cm, para Caballería
- Defensas de gas y marcadoras de tinta
- Defensas eléctricas
- Concertinas de alambre de espino
- Barreras
- Faros y linternas
- Fusil "NATO" Coruña, con opción para acoplársele bocacha "VIPA" para lanzamiento de botes humo/pelotas
- Escopeta "RUDO"
- Fusil CETME y subfusil Z-70B
- Carabina DestroyerM21

Armamento pesado
- Ametralladora Alfa 55
- Ametralladora Hotchkiss M25
- Mortero Valero. Mortero

### Uniformes
- En sus inicios, el uniforme estaba fabricado en paño gris. En diario se utilizaba guerrera cerrada con correaje negro, botas altas y capote para Caballería y gorra de plato. El cinturón de la gorra era rojo, y la visera de charol con barbuquejo.
- El pantalón era tipo breeches en invierno, mientras que en verano era recto.
- Para las demás unidades especiales, era gorro cuartelero, guerrera abierta con pañuelo y pantalón tipo noruego con botas de tres hebillas.
- En la última época se reglamentó el uso del pantalón de pinzas y guerrera gris abierta, con camisa gris y corbata negra. Todo ello guarnicionado con cinturón de cuero negro y correajes.

| Uniformidad de la Policía Armada |          |            |                 |                    |                                    |
|                                  |          |            |                 |                    |                                    |
| Primeros años (SC)               | Servicio | Guarnición | Servicio verano | Bandera Móvil (BM) | Compañías de Reserva General (CRG) |

### Vehículos
Utilizados a lo largo de su historia, hasta 1978:
Banderas Móviles

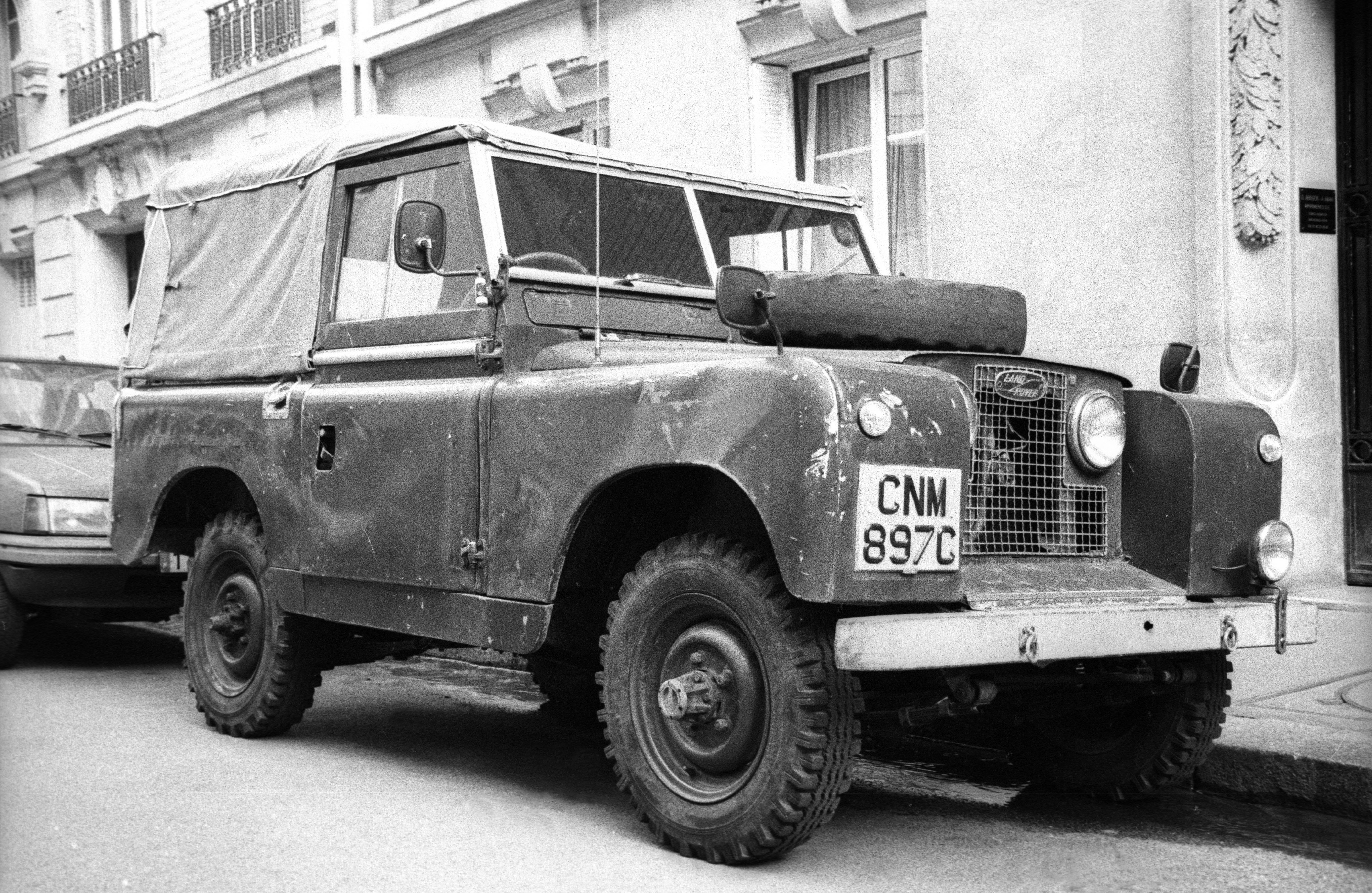
Land Rover Serie II.

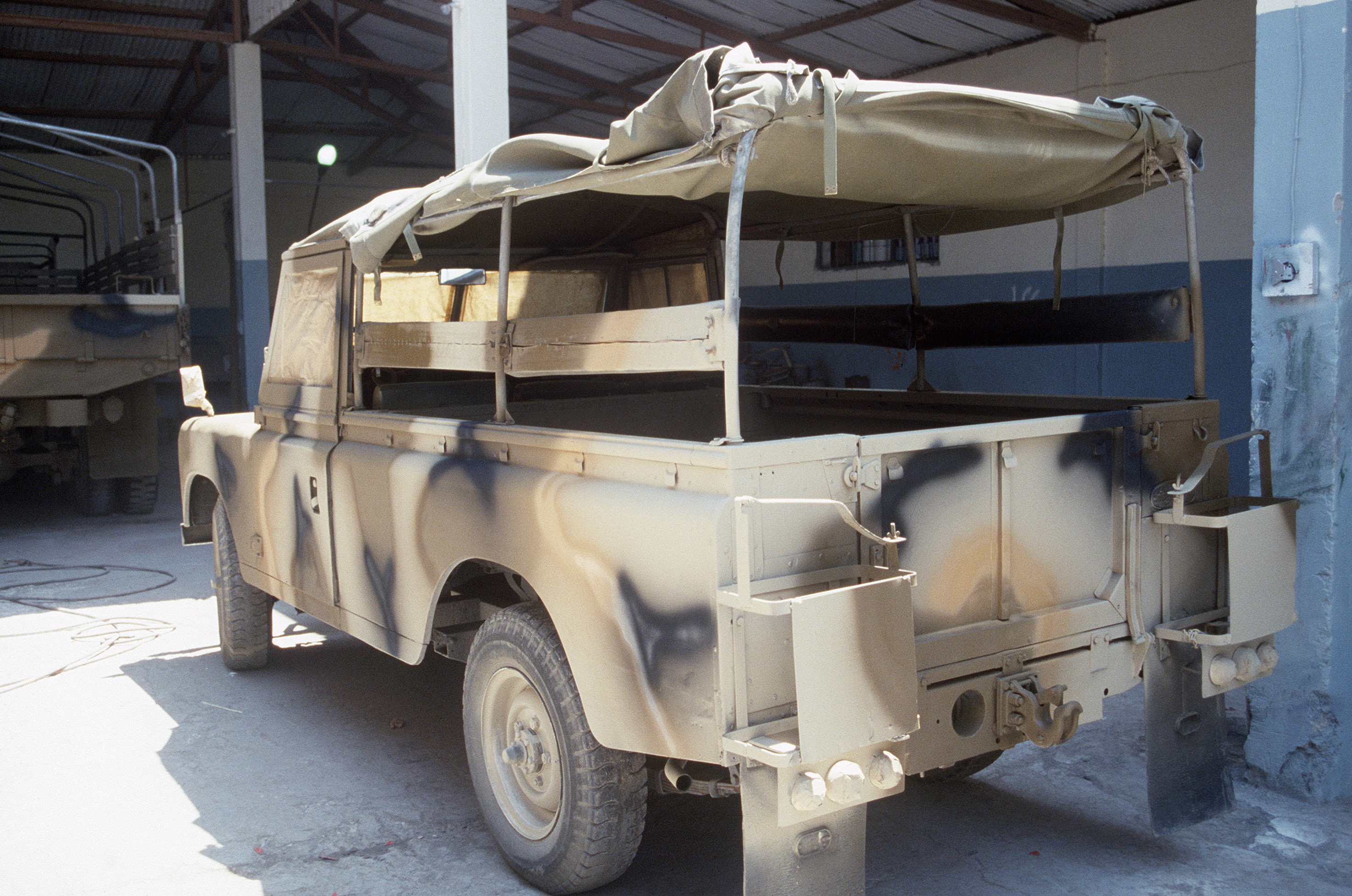
Land Rover Serie III.

- Todo Terreno Land Rover Santana S-II
- Todo Terreno Land Rover Santana S-III, en versión corta y larga
- Microbús Jeep fabricado por VIASA
- Autobús Avia
- Camión Ebro B-45 (abierto)
- Motocicleta Sanglas 400

Compañías Reserva General
- Furgón Avia 1250
- Camión lanza-agua Bussing
- Tanqueta Dodge blindada
- Vehículos blindados Panhard VTT M3 "Búfalos" que antes pertenecieron Ejército de Tierra
- Furgón DKW N1000

Banderas de Guarnición
- SEAT 1400
- Bicicleta patrulla de Tráfico
- SEAT 1500
- SEAT 124 break
- Furgón Sava J4 (celular)

Caballería
- Camión Avia 2500 doble cabina con cajón para 4 caballos

## Empleos y escalas

### Oficiales
| Código OTAN | OF-7                | OF-6               | OF-5    | OF-4             | OF-3       | OF-2    | OF-1     | OF-1    |
| ----------- | ------------------- | ------------------ | ------- | ---------------- | ---------- | ------- | -------- | ------- |
| España      | General de División | General de Brigada | Coronel | Teniente coronel | Comandante | Capitán | Teniente | Alférez |
| España      | General de División | General de Brigada | Coronel | Teniente coronel | Comandante | Capitán | Teniente | Alférez |

### Suboficiales y Tropa
| Código OTAN | OR-8        | OR-8    | OR-7    | OR-7             | OR-6             | OR-6     | OR-5     | OR-5         | OR-4         | OR-4 | OR-3 | OR-3               | OR-2               | OR-2    | OR-1    | OR-1 |
| ----------- | ----------- | ------- | ------- | ---------------- | ---------------- | -------- | -------- | ------------ | ------------ | ---- | ---- | ------------------ | ------------------ | ------- | ------- | ---- |
| España      |             |         |         |                  |                  |          |          |              |              |      |      |                    |                    |         |         |      |
| Subteniente | Subteniente | Brigada | Brigada | Sargento Primero | Sargento Primero | Sargento | Sargento | Cabo Primero | Cabo Primero | Cabo | Cabo | Policía de Primera | Policía de Primera | Policía | Policía |      |

### Pie de página
1. ↑  «Los grises vuelven a España».
2. ↑  Aguilar, 1999, p. 58.
3. ↑  Rojas, 2003, p. 19.
4. 1 2  Aguilar, 1999, p. 62.
5. ↑  Delgado Aguado, 2011, p. 204.
6. ↑  Morales Villanueva, 1988, p. 204.
7. ↑  Martín Fernández, 1990, p. 65.
8. 1 2 3 4  Delgado Aguado, 2011, p. 205.
9. ↑  Mariano Aguilar (1999), pág. 63
10. ↑  Aguilar, 1999, p. 74.
11. ↑  Payne, 1987, p. 245.
12. 1 2 3  Aguilar, 1999, p. 64.
13. ↑  Silva Amador, 2010, p. 104.
14. ↑  Cardona, 2003, p. 388.
15. ↑  Martín Fernández, 1990, p. 73.
16. ↑  Tamames, 1974, p. 371.
17. ↑  «Muertos en la transición española 1975-1981». archivodelatransicion.es. Consultado el 4 de diciembre de 2021.
18. ↑  «García Caparrós murió asesinado por el disparo policial de un cabo que falleció hace cuatro años». publico.es. 2 de diciembre de 2017. Consultado el 4 de diciembre de 2021.
19. ↑  Aguilar, 1999, p. 60.